# José Canastuj
José David Canastuj Calel (12 januari 1997) is een Guatemalteeks wielrenner.

## Carrière
In 2009 werd Canastuj vierde in het door Mardoqueo Vásquez gewonnen nationale kampioenschap op de weg en negentiende in het eindklassement in de Ronde van Guatemala. In 2019 won hij de zevende etappe in de ronde van zijn thuisland, door George Tibaquirá en Nervin Jiatz te verslaan in een sprint met drie.

## Overwinningen
2019
7e etappe Ronde van Guatemala
2023
2e etappe Ronde van Guatemala
2024
3e etappe Ronde van Costa Rica